# زابینه هاک
زابینه هاک (آلمانی: Sabine Hack؛ زادهٔ ۱۲ ژوئیهٔ ۱۹۶۹) یک تنیس‌باز اهل آلمان بود.